# Île Metouaine
L'île Metouaine est un îlot de Nouvelle-Calédonie dans les Pléiades du Sud, une des îles Loyauté.